# Реме Лала
Реме Лала (алб. Reme Lala; 29 вересня 1995) — албанський політик, один із 140 членів парламенту Республіки Албанія, що обраний на виборах 25 червня 2017 року.  Належить до Партії справедливості, інтеграції та єдності. Обрана в окрузі Дебар.